# József Horváth
József Horváth (13 augustus 1964) is een Hongaarse schaker. Hij is sinds 1990 een grootmeester (GM). Hij was in december 1992 gedeeld derde bij het kampioenschap van Hongarije.  In 1989 behaalde hij een individuele bronzen medaille bij het WK landenteams. Hij is FIDE International Arbiter (sinds 1998), en FIDE Senior Trainer (sinds 2011). 
Hij is trainer van GM Ádám Horváth en captain van het Hongaarse vrouwenteam. 

## Schaakcarrière
Horváth leerde op achtjarige leeftijd schaken.  In 1984 werd hij Internationaal Meester (IM), in 1990 grootmeester. 
József Horváth werd, gedeeld of ongedeeld, eerste op de volgende toernooien: Boedapest (1988, 1989, 1993, 1994, 1997), Andorra la Vella (1989), Cannes (1992),  Open kampioenschap van Zwitserland in Leukerbad (1992), ROC Nova College Schaaktoernooi (1993), Zalakaros (1995, 1996), Velden (1995), Paks (1996), Bischwiller (1999), Helsinki (2001), Chambéry (2001), Zalakaros (2002, 2004), Val Thorens (2002, 2006), Parijs (2003), Verona (2005), Château de Lacroix-Laval (2005), Paternion (2008) en Aschach an der Donau (2008). 
Van 29 april t/m 7 mei 2005 nam hij deel aan het 23e Liechtensteiner Schachopen te Triesen en bereikte daar met 7 pt. uit 9 de tweede plaats. Winnaar werd de Duitser Martin Senff met 7.5 pt. uit 9. 
Per juli 2009 bereikte zijn Elo-rating de waarde 2567.  
Zijn broer Csaba Horváth (geboren in 1968) is ook een schaakgrootmeester.

## Nationale teams
József Horváth speelde voor Hongarije in de volgende Schaakolympiades:
- in 1990, aan bord 4, 29e Schaakolympiade in Novi Sad (+4 =7 –1)
- in 1992, aan het tweede reservebord, 30e Schaakolympiade in Manilla (+2 =3 –2)
- in 1998, aan bord 4, 33e Schaakolympiade in Elista (+4 =3 –2)

József Horváth speelde voor Hongarije in het WK landenteams:
- in 1989, aan bord 4, 2e WK landenteams in Luzern (+1 =5 –0) en won de individuele bronzen medaille

József Horváth speelde voor Hongarije in het  EK landenteams:
- in 1989, aan bord 3, 9e EK landenteams in Haifa (+3 =5 –1)
- in 1992, aan bord 4, 10e EK landenteams in Debrecen (+2 =3 –3)

## Schaakverenigingen
In Hongarije speelde Horváth in de jaren 80 en 90 voor Honvéd Budapest, waarmee hij ook zes keer deelnam aan de European Club Cup, later tot 2012 voor Csuti Antal SK Zalaegerszeg, waarmee hij in 2002, 2003, 2004, 2005, 2006 en 2008 kampioen van Hongarije werd, en van 2013 tot 2016 voor Budapesti Titánok Sportegyesület. In seizoen 2016/17 speelde hij voor Lila Futó-Hóbagoly SE, sinds 2017 speelt hij voor Pénzügyőr Sport Egyesület. 
In de Oostenrijkse bondscompetitie speelde hij van 1990 tot 1999, in seizoen 2001/02, en van 2003 tot 2008 voor SC Die Klagenfurter, in seizoen 1999/2000 voor SG Husek/Ottakring en in seizoen 2012/13 voor SK Husek. In België speelde Horváth tot 2012 en sinds 2015 voor KSK 47 Eynatten, waarmee hij in 2004, 2005, 2006, 2010 en 2017 kampioen van België werd; in seizoen 2013/14 speelde hij voor Schachfreunde Wirtzfeld. In Frankrijk speelde hij in seizoen 2001/02 bij NAO Caissa. In Slowakije speelde Horváth in seizoen 2019/20 voor ŠK Aquamarin Podhájska. 